# Monte-escalier
 (novembre 2016).
Si vous disposez d'ouvrages ou d'articles de référence ou si vous connaissez des sites web de qualité traitant du thème abordé ici, merci de compléter l'article en donnant les références utiles à sa vérifiabilité et en les liant à la section « Notes et références ».

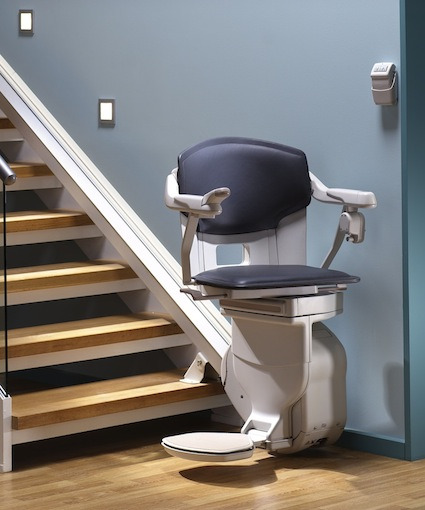
Un monte-escalier droit Stannah.

Un monte-escalier (ou monte escalier ou encore fauteuil monte escalier, voire « ascensiège ») est un appareil d'accessibilité, qui permet de déplacer une personne à mobilité réduite (PMR), comme des personnes âgées par exemple, entre deux niveaux d'immeuble, sans emprunter d'escalier, et sans effort physique.
L'installation d'un monte-escalier est une bonne alternative économique à la construction d'un ascenseur ou d'une plateforme élévatrice. Ce type de matériel est également disponible en location. En France, l'État offre des subventions et des crédits d'impôt sous conditions (critères de revenus et situation familiale),.

## Histoire
Le principe du portage par une ou plusieurs personnes en situation d'invalidité est connu depuis longtemps. L'histoire du monte-escalier semble commencer au 16e siècle en Angleterre lorsqu'un monte-escalier qualifié de « stairthrone » est fabriqué pour le roi Henri VIII devenu obèse (pesant 178 kg) et ayant des difficultés à se déplacer à cause d'une ancienne blessure à la jambe, afin qu'il puisse monter et descendre les six mètres de l'escalier du palais de Whitehall,.
En 1923, C.C. Crispen, un entrepreneur américain de Pennsylvanie, invente le premier monte-escalier moderne pour un ami handicapé, l'Inclin-ator (composé de « incline » et « elevator »),. L'appareil est monté sur rail et est doté d'un moteur électrique. Depuis, plusieurs entreprises proposent des appareils.

## Monte-escaliers modernes

### Composantes
Un monte-escalier se compose d'un rail, d'un siège et d'un bloc moteur (électrique). Les parties accessoires du fauteuil monte-escalier sont les accoudoirs, le repose-pieds et les commandes de contrôle.  

### Types d'appareils

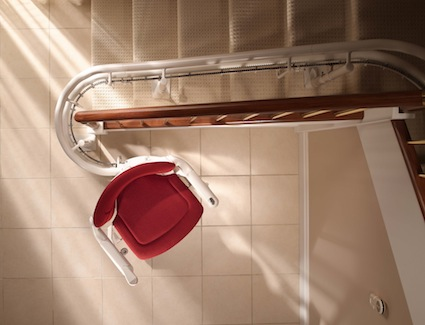
Modèle intérieur et courbe Stannah.

Le siège peut proposer une station assise ou une position « debout ». Le modèle le plus répandu est destiné aux personnes capables de s'asseoir et de se relever ensuite. Le monte-escalier « debout » (ou « assis-debout ») est adapté aux utilisateurs souffrant d'une maladie de dos ou bien ayant un problème de pliage de genoux, grâce à son siège en position intermédiaire, entre position assise et position debout. Ce dernier permet aussi l'installation dans le cas d'escaliers étroits (moins de 80 cm de large).
Le type d'appareil tient à la nature de l'escalier, celui-ci peut être extérieur ou intérieur, droit ou courbe :
Monte-escalier extérieur
Il convient aux escaliers menant à la porte principale d'une maison ou d'un immeuble, aux escaliers de jardin ou de parc. Le monte-escalier extérieur se caractérise par ses composants capables de résister aux conditions climatiques : vent, neige, rayons de soleil, humidité..
Monte-escalier intérieur
Le plus courant est le monte-escalier intérieur, adapté aux escaliers menant aux étages.
Monte-escalier droit
Convient pour les escaliers droits (sans courbe ni virage) comportant des marches de taille identique, sans palier et sans changement de pente. Ce type de monte-escalier standard a un prix moins élevé du fait de sa structure : un simple rail droit sur lequel se déplace le siège.
Monte-escalier courbe
Le monte-escalier courbe, ou bien « tournant », est installé sur des escaliers contenant au moins un virage. Fabriqué sur mesure, sa fabrication et son installation sont plus beaucoup plus coûteux qu'un modèle pour escalier droit.
Monte-escalier debout
Également qualifié de « monte-escalier assis-debout », le monte-escalier debout permet à une personne à mobilité réduite de monter ou de descendre un escalier en position debout. Le dispositif comporte un dossier, un appui-fesse et des accoudoirs pour maintenir l'équilibre de l'utilisateur. L'équipement est destiné aux personnes qui présentent des difficultés à plier les jambes ou aux escaliers trop étroits pour recevoir un monte-escalier avec fauteuil classique.

### Fonctionnement
Le fonctionnement du monte-escalier se réalise ainsi :
- L'utilisateur s'installe sur le siège ;
- L'utilisateur lance le départ grâce aux commandes murales, à la télécommande, ou encore aux commandes situées sur les accoudoirs ;
- Le monte-escalier commence son trajet et s'arrête quand il arrive à la fin du chemin (parking) ;
- L'utilisateur se dégage du siège, et replie éventuellement des éléments du monte-escalier pour libérer la place (assise, accoudoirs, et repose-pieds).

### Sécurité
La sécurité des monte-escaliers est un paramètre très important pour ce type de matériel. Pour cela le monte-escalier est équipé de plusieurs équipements assurant la sécurité de la personne :
- Un système de freinage d'urgence : il permet de diminuer la vitesse de l'appareil pendant la descente si un problème mécanique intervient sur le fonctionnement du monte escalier ;
- Un détecteur d'obstacle : il arrête l'appareil et émet une sonnerie d'alerte dès qu'il détecte un obstacle dans son chemin (objet ou animal). Une fois que l'obstacle a disparu, le monte-escalier continue son fonctionnement automatiquement ;
- Des accoudoirs qui améliorent la stabilité de l'utilisateur et permettent donc d'éviter les chutes ;
- Une ceinture de sécurité ajustable qui a pour but d'empêcher l'utilisateur de tomber du siège ;
- Une clé de verrouillage empêche par exemple les enfants de démarrer l'appareil ;
- Une batterie permet à l'appareil de terminer sa course ou de fonctionner même en cas de coupure de courant ;
- Dans certains cas, un écran d'affichage renseigne sur l'état du monte-escalier et des anomalies éventuelles que l'appareil peut subir.

Des éléments de confort comme le réglage du siège selon la taille de l'utilisateur ou des revêtements antidérapants ajoute à la sécurité.

## Installation
L'installation est faite par des spécialistes après mesures de l'escalier et fabrication. Le temps nécessaire au montage dépend du type d'appareil : un monte-escalier droit requiert quelques heures, un monte-escalier courbe, fabriqué sur mesure, nécessite une demi-journée de travail. La fixation du rail est généralement faite sur les marches de l'escalier et non sur le mur.

## Variantes

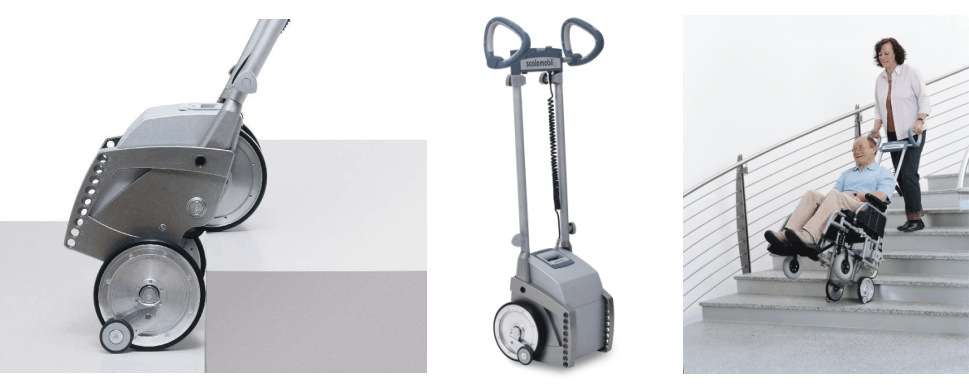
Chariot pour escaliers

Il existe quelques variantes au monte-escalier, notamment mécaniques. On peut citer par exemple les chariots pour escaliers, qui peuvent transporter des biens ou des personnes, ou encore les aides-escaliers "déambulateurs", avec lesquels l'utilisateur soulève une poignée fixée sur une rampe le long du mur pour monter ou descendre les escaliers, poignée qui se verrouille automatiquement à chaque pas lorsqu'une pression est exercée. 